# Nops ernestoi
Nops ernestoi  (лат.) — вид мелких пауков рода Nops из семейства Caponiidae. Центральная Америка: Доминиканская Республика.

## Описание
Длина самца — 5,0 мм (самка немного крупнее — 5,25 мм), просома — 2,55 мм, брюшко — 2,55 мм.  На головогруди имеют только 2 глаза. От близких видов отличается строением гениталий и более тёмно-оранжевой окраской карапакса. Брюшко сверху тёмно-зелёное с двумя маленькими светлыми пятнами (диаметром 0,084 мм). Глаза овальные (0,12—0,14 мм)
Вид Nops ernestoi был впервые описан в 2005 году кубинским арахнологом Александром Санчес-Руисом (Alexander Sánchez-Ruiz; Centro Oriental de Ecosistemas y Biodiversidad, Museo de Historia Natural «Tomás Romay», Сантьяго-де-Куба, Куба) вместе с таксоном Nops siboney. Таксон Nops ernestoi включён в состав рода Nops MacLeay, 1839 (вместе с Nops enae, Nops guanabacoae и другими) и назван в честь Эрнесто Руиса (d’Ernesto Ruiz Balcells).